# Osleidys Menéndez
Osleidys Menéndez (Osleidys) Sáez (Martí, 14 november 1979) is een Cubaanse atlete, die gespecialiseerd is in het speerwerpen. Ze werd olympisch kampioene, meervoudig wereldkampioene, meervoudig Cubaans kampioene en had het wereldrecord in handen in deze discipline. Ze wordt ook wel de vrouwelijke "Jan Železný" van haar tijd genoemd.

## Loopbaan
Menéndez gooide op vijftienjarige leeftijd reeds 54 meter ver. In 1996 en 1998 won Osleidys Menéndez de titel op de wereldkampioenschappen voor  junioren. In 1997 werd ze zevende op de wereldkampioenschappen voor senioren. Op de WK in 1999 veroverde ze een vierde plaats en op de WK van 2001 in Edmonton werd ze voor het eerst wereldkampioene met een wereldrecord van 71,54 m.
Op de Olympische Spelen van 2000 in Sydney won ze een bronzen medaille. Na een zwak WK in 2003 in Parijs, waar ze vijfde werd, veroverde ze op de Olympische Spelen van 2004 in Athene een gouden medaille. Ze werd kampioene met een worp van 71,53. Dat was een  olympisch record en 1 cm onder haar wereldrecord.
In 2005 won Osleidys Menéndez het speerwerpen op de WK in Helsinki met een wereldrecord van 71,70. Dit record hield stand tot 13 september 2008, toen het door de Tsjechische Barbora Špotáková met een afstand van 72,28 werd overtroffen. Op de Olympische Spelen van 2008 in Peking drong ze door tot de finale. Hier behaalde ze een zesde plaats door bij haar eerste en enige geldige poging 63,35 te werpen.

## Titels
- Olympisch kampioene speerwerpen - 2004
- Wereldkampioene speerwerpen - 2001, 2005
- Pan-Amerikaanse Spelen kampioene speerwerpen - 1999
- Universitair kampioene speerwerpen - 2001
- Cubaans kampioene speerwerpen - 1997, 1999, 2000, 2001, 2002, 2003, 2004, 2005, 2006
- Wereldjeugdkampioene speerwerpen - 1996, 1998
- Pan-Amerikaans jeugdkampioene speerwerpen - 1995, 1997

## Persoonlijk record
| Onderdeel   | Prestatie           | Datum            | Plaats   |
| ----------- | ------------------- | ---------------- | -------- |
| speerwerpen | 71,70 m (ex-WR; AR) | 14 augustus 2005 | Helsinki |

## Prestaties
- 1995:  Pan-Amerikaanse jeugdkamp. - 51,30 m
- 1996:  WK junioren - 60,96 m
- 1997:  Pan-Amerikaanse jeugdkamp. - 61,76 m
- 1997: 7e WK - 63,76 m
- 1998:  WK junioren - 68,17 m
- 1998: 5e Grand Prix Finale - 63,78 m
- 1999:  Pan-Amerikaanse Spelen
- 1999: 4e WK - 64,61 m
- 2000:  OS - 66,18 m
- 2000:  Grand Prix Finale - 65,79 m
- 2001:  Universiade - 69,82 m
- 2001:  WK - 69,53 m
- 2002:  Grand Prix Finale - 65,69 m
- 2002:  Wereldbeker 64,41 m
- 2003: 5e WK - 62,19 m
- 2004:  OS - 71,53 m
- 2004:  Wereldatletiekfinale - 66,20 m
- 2005:  WK - 71,70 m (WR)
- 2005:  Wereldatletiekfinale - 67,24 m
- 2008: 6e OS - 63,35 m

1932: Babe Zaharias ·
1936: Tilly Fleischer ·
1948: Herma Bauma ·
1952: Dana Zátopková ·
1956: Inese Jaunzeme ·
1960: Elvīra Ozoliņa ·
1964: Mihaela Peneș ·
1968: Angéla Németh ·
1972: Ruth Fuchs ·
1976: Ruth Fuchs ·
1980: María Colón ·
1984: Tessa Sanderson ·
1988: Petra Felke ·
1992: Silke Renk ·
1996: Heli Rantanen ·
2000: Trine Hattestad ·
2004: Osleidys Menéndez ·
2008: Barbora Špotáková ·
2012: Barbora Špotáková ·
2016: Sara Kolak ·
2020: Liu Shiying ·
2024: Haruka Kitaguchi
1983 Tiina Lillak ·
1987 Fatima Whitbread ·
1991 Xu Demei ·
1993 Trine Hattestad ·
1995 Natalja Sjykolenko ·
1997 Trine Hattestad ·
1999 Mirela Maniani ·
2001 Osleidys Menéndez ·
2003 Mirela Maniani ·
2005 Osleidys Menéndez ·
2007 Barbora Špotáková ·
2009 Steffi Nerius ·
2011 Barbora Špotáková ·
2013 Christina Obergföll ·
2015 Katharina Molitor ·
2017 Barbora Špotáková ·
2019 Kelsey-Lee Barber ·
2022 Kelsey-Lee Barber ·
2023 Haruka Kitaguchi